# Коршунов, Анатолий Васильевич
Анато́лий Васи́льевич Ко́ршунов (14 января 1911 — август 1991) — советский физик.

## Биография
Родился 14 января 1911 года в г. Новосибирске. В 1928—1929 годах работал столяром. В 1929 году поступил на физический факультет Ленинградского университета, который и окончил по специальности «Электрофизика». После окончания в 1934 году он был направлен в лабораторию выдающегося советского оптика Евгения Фёдоровича Гросса. В 1939—1946 служил в рядах Советской Армии. Участник войны с Японией. Был командиром миномётного взвода и, одновременно, парторгом роты стрелкового полка. После демобилизации учёный секретарь в научно-исследовательском институте при ЛГУ. В 1952 году по семейным обстоятельствам вернулся в Красноярск, доцент на кафедре физики Сибирского Лесотехнического института.
1957 — по приглашению Леонида Васильевича Киренского стал одним из трёх заведующих лабораториями Института физики. 1963 — защита докторской диссертации. 1975 — руководитель отдела оптики Института физики.

## Награды
- Орден Трудового Красного Знамени (1971)
- Заслуженный деятель науки РСФСР (1981)